# Шенандоа (Айова)
Шенандоа (англ. Shenandoah) — місто (англ. city) в США, в округах Пейдж і Фремонт штату Айова. Населення — 4925 осіб (2020).

## Географія
Шенандоа розташована за координатами 40°45′30″ пн. ш. 95°22′19″ зх. д. / 40.75833° пн. ш. 95.37194° зх. д. (40.758301, -95.372058).  За даними Бюро перепису населення США в 2010 році місто мало площу 9,70 км², уся площа — суходіл.

## Демографія
Згідно з переписом 2010 року, у місті мешкало 5150 осіб у 2310 домогосподарствах у складі 1366 родин. Густота населення становила 531 особа/км².  Було 2611 помешкання (269/км²).
Расовий склад населення:
| - 96,4 % — білих - 0,5 % — азіатів - 0,3 % — чорних або афроамериканців - 0,2 % — корінних американців - 1,1 % — осіб інших рас |

До двох чи більше рас належало 1,5 %. Частка іспаномовних становила 4,0 % від усіх жителів.
За віковим діапазоном населення розподілялося таким чином: 22,4 % — особи молодші 18 років, 54,6 % — особи у віці 18—64 років, 23,0 % — особи у віці 65 років та старші. Медіана віку мешканця становила 44,4 року. На 100 осіб жіночої статі у місті припадало 87,3 чоловіків;  на 100 жінок у віці від 18 років та старших — 84,1 чоловіків також старших 18 років.
Середній дохід на одне домашнє господарство  становив 51 391 долар США (медіана — 36 541), а середній дохід на одну сім'ю — 65 895 доларів (медіана — 60 268). Медіана доходів становила 42 381 долар для чоловіків та 29 806 доларів для жінок. За межею бідності перебувало 24,7 % осіб, у тому числі 35,5 % дітей у віці до 18 років та 13,3 % осіб у віці 65 років та старших.
Цивільне працевлаштоване населення становило 2237 осіб. Основні галузі зайнятості: освіта, охорона здоров'я та соціальна допомога — 27,9 %, виробництво — 21,6 %, роздрібна торгівля — 16,1 %.